# Tarawangsa

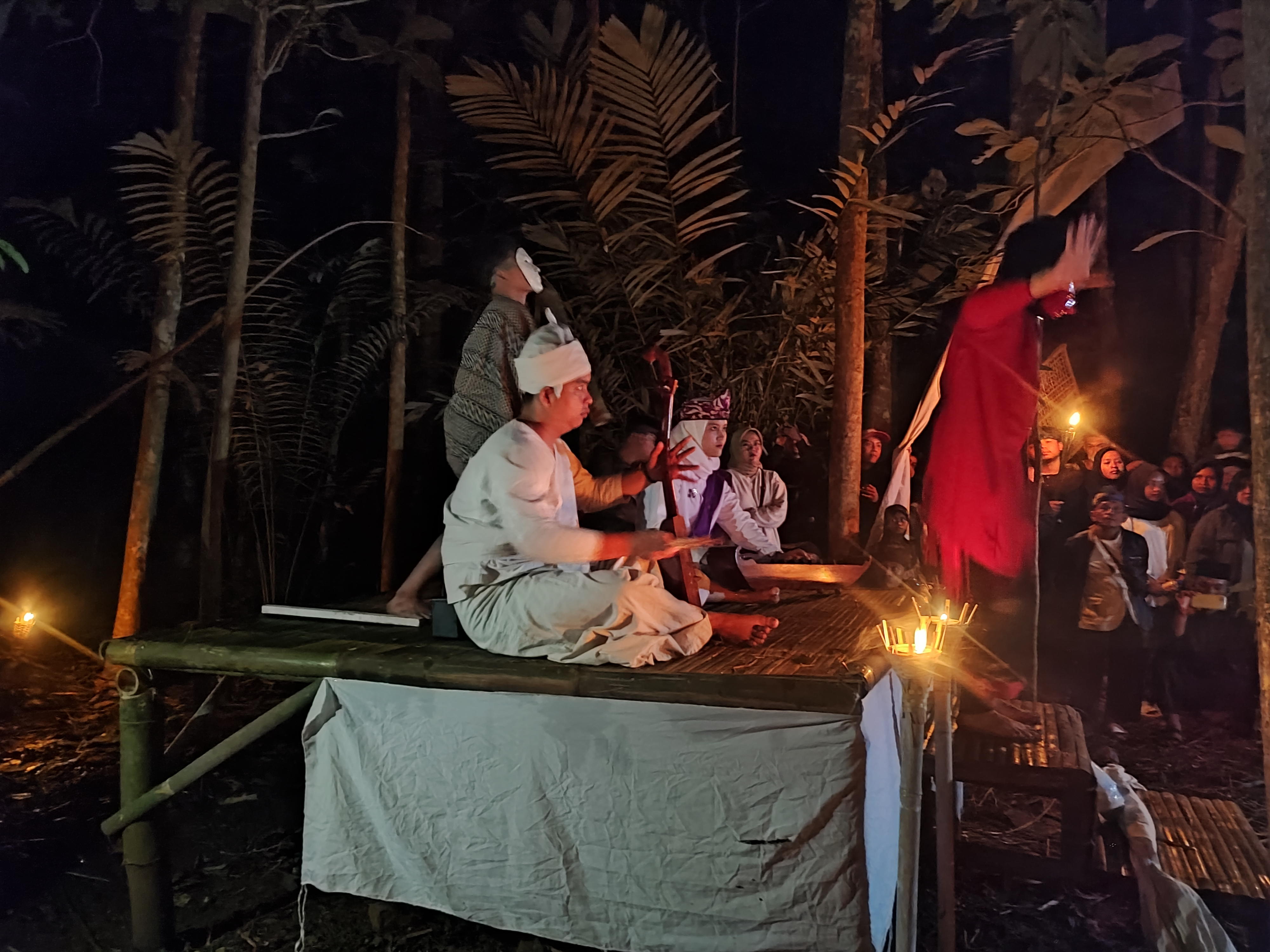
Tarawangsa-Aufführung beim Kulturfest Nyiar Lumar in Kawali, Regierungsbezirk Ciamis, Westjava, 2022

Tarawangsa, regional auch ngék-ngék, ist eine zwei- oder selten dreisaitige, mit dem Bogen gestrichene Kastenhalslaute in der Kulturregion Sunda im Westen der indonesischen Insel Java. Die tarawangsa spielt meist in einem Kammermusikensemble mit der Kastenzither kacapi und gelegentlich mit der Bambusflöte suling zusammen. Auf ganz Java und darüber hinaus in Indonesien und Malaysia ist die gestrichene Schalenspießlaute rebab verbreitet, während die vermutlich ähnlich alte tarawangsa nur in einzelnen Regionen in Westjava in einem ruhigen, minimalistischen Musikstil verwendet wird, für den sie namensgebend ist. Der tarawangsa-Musik kommt allgemein eine sakrale Bedeutung zu, in manchen Dörfern begleitet sie religiöse Zeremonien. Bei der kleinen Ethnie der Baduy heißt die Laute rendo.

## Herkunft und Verbreitung
In der traditionellen javanischen Musik werden vier Saiteninstrumente gespielt: außer den Streichlauten rebab und tarawangsa die bootsförmige Brettzither kacapi und die Kastenzither celempung. Die Form der Zithern wird auf einen chinesischen Ursprung zurückgeführt und unterlag bis Anfang des 20. Jahrhunderts europäischen Einflüssen. Herkunft und Alter der Streichinstrumente sind nur ungefähr nachvollziehbar. Die Jaap Kunst (1973) zufolge ältesten javanischen Abbildungen von Saiteninstrumenten finden sich am Candi Sari, einem buddhistischen Tempel aus der Mitte des 8. Jahrhunderts in der Nähe der ein Jahrhundert später datierten, hinduistischen Tempelanlage Prambanan in Zentraljava. Reliefs am Candi Sari zeigen einen Bodhisattva mit einer dreisaitigen Laute und einen anderen Bodhisattva mit einer einsaitigen Stabzither. In weit größerer Zahl und Formenvielfalt sind Saiteninstrumente am Borobudur abgebildet, mit dessen Bau ungefähr Anfang des 9. Jahrhunderts begonnen wurde.
Der älteste javanische Name für ein Lauteninstrument ist (wina-)rawanahasta. Er war vor 907 bekannt, gehört also noch in die Blütezeit der hinduistisch-buddhistischen Kultur in Zentraljava, bevor die Machtzentren der Reiche im 10. Jahrhundert nach Ostjava verlagert wurden. Rawanahasta verweist auf das in Indien seit dem 7. Jahrhundert überlieferte Sanskritwort ravanahattha für ein Saiteninstrument und der Zusatz wina entspricht Sanskrit vina, der allgemeinen altindischen Bezeichnung für Saiteninstrumente. Der nicht nur sprachlich erkennbare indische Kultureinfluss geht in Südostasien bis auf die ersten nachchristlichen Jahrhunderte zurück. Rebab ist vom arabischen Namen rabāb (mit der Konsonantenwurzel r-b-b) übernommen, der bereits in frühislamischen Quellen vorkommt. Von r-b-b abgeleitet, sind im gesamten Orient zahlreiche Streichinstrumente benannt. Diese Instrumentennamen gelangten folglich mit frühen indischen und ab dem 13. Jahrhundert auch mit Arabisch oder Persisch sprechenden Einwanderern auf die indonesischen Inseln. Eine Streichlaute namens rebab war, so lässt sich zumindest indirekt schließen, in den hinduistischen Reichen Ostjavas vor der Übernahme durch muslimische Herrscher Anfang des 16. Jahrhunderts in Gebrauch. Während die indonesische Spießgeige und ihr Name rebab offenbar Importe aus dem Orient über Indien darstellen, ist die tarawangsa Catherine Falk (1978) zufolge das einzige auf Java entstandene Streichinstrument. Hierfür sprechen die enge Beziehung mit sundanesischen religiösen Ritualen und die Formähnlichkeit mit der kacapi, die bei keiner anderen Laute vorkommt.
Die festgestellte Ähnlichkeit der tarawangsa mit einer längst verschwundenen dreisaitigen Fiedel, die der Geologe Karl Martin (1894) an der Südküste der Insel Buru in vernachlässigtem Zustand zu Gesicht bekam, besteht nur vordergründig. Der Hals bei diesem Instrument, für das Martin den portugiesisch klingenden Namen vihola erfuhr, verläuft an der Unterseite des gerundeten Resonanzkastens entlang bis zum unteren Ende, an dem die Saiten befestigt sind. Curt Sachs (1913) hielt das „auf den Molukken vorkommende“ Streichinstrument für eine „Rückbildung der europäischen Geige“. Er unterschied (1927) die indonesischen Lauteninstrumente in drei Gruppen. Zur ersten zählte er die Schalenhalslauten vom Typ der hasapi auf Sumatra, zur zweiten Gruppe die namensverwandten Bootslauten (darunter die kacapin auf Sulawesi und die sape auf Borneo) und für die tarawangsa mit ihrem kastenförmigen Korpus legte er zusammen mit der vihola eine dritte Gruppe fest, für die er eine eigene Entstehungsgeschichte annahm. Aufgrund des wie bei europäischen Saiteninstrumenten ausgeschnittenen Wirbelkastens und des nach hinten eingerollten Halsendes („Schneckenvolute“) hielt Sachs die Umwandlung der Zither kacapi zur Laute tarawangsa erst unter portugiesischem Einfluss (ab dem 16. Jahrhundert) für wahrscheinlich. Dies sind jedoch eher nachrangige Gestaltungsmerkmale und die laut Sachs zum „Taravaṅsa-Typus“ gehörende „molukkische vihola“ ist mit den beschriebenen Korpusformen nicht von einer Zither abgeleitet.
Der Name tarawangsa wird als trewangsa, trewasa oder trawasa in den drei Erzählungen Cupak, Malat und Kidung Adiparwa erwähnt. Kidung Adiparwa (javanisch kidung, „Ballade/Lied“; Sanskrit parvan, „Buch“ vom „Anfang“, adi) ist das erste Buch (Adi Parva) des ursprünglich auf Sanskrit verfassten, indischen Epos Mahabharata. Die älteste bekannte altjavanische Übersetzung (Sprache Kawi) wurde um das Jahr 1000 auf Palmblättern (lontar) aufgeschrieben. Malat ist der umfangreichste javanisch-balinesische Erzählzyklus um den Helden Panji, einem legendären ostjavanischen Prinzen, der sich kaum datieren lässt. Die mythische Erzählung Cupak ist seit dem 15. Jahrhundert überliefert. Sie handelt vom grobschlächtigen, gefräßigen Cupak und seinem feinsinnig-kultivierten Bruder Grantang und wird in einem seltenen Schattenspiel (wayang cupak) aufgeführt. Trewangsa bedeutet auf Javanisch zweisaitiges Musikinstrument oder rebab, weshalb die tarawangsa auf Indonesisch auch rebab jangkung („lange rebab“) genannt wird.
Etymologisch wird tarawangsa entweder von Persisch tār („Saite“) und Sanskrit vamsa („Familie“, „Abstammungsgruppe“) hergeleitet oder das Wort wird als Akronym aus „tatabeuhan rakyat wali ngalalana kasalapan“ („populäre Musik der neun wandernden Gesandten“) gedeutet. Letzteres ist eine Anspielung an die im indonesischen Islam verehrten neun heiligen Wali (walisongo), die im 15. und 16. Jahrhundert den Islam auf Java verbreitet haben sollen.
In The History of Java (1817) erwähnt Thomas Stamford Raffles die tarawangsa (trawángsa) als ein gitarrenartiges Saiteninstrument, das nur vereinzelt in der Sunda-Region anzutreffen ist. Raffles erinnert sich, einen blinden Sänger gehört zu haben, der sich mit einer tarawangsa begleitete und mündlich überlieferte Begebenheiten aus der Geschichte des Sunda-Reiches und seiner alten Hauptstadt Pajajaran vortrug. Daraus folgert Margaret Kartomi (1990), dass spätestens Anfang des 19. Jahrhunderts die tarawangsa ihre allgemeine Verwendung und ihren Einsatz in den javanischen gamelan an die rebab übertragen haben dürfte. Ihrer Einschätzung nach ist die tarawangsa „heute beinahe vollständig verschwunden.“ Jaap Kunst beklagte bereits in Music in Java seine bis 1934 auf Java gemachten Beobachtungen, wonach die tarawangsa am Verschwinden sei und allmählich durch die rebab oder eine westliche Violine (indonesisch biola) ersetzt würde. Diese Veränderungen sah er im Zusammenhang mit dem kulturzerstörenden Einfluss aus dem Westen, den besonders protestantische Missionare vielerorts auf die traditionelle Musik ausübten. Ernst Heins, der Herausgeber dieses Buches von Jaap Kunst, konnte hingegen keine Anzeichen für ein Verschwinden der tarawangsa entdecken.
In einzelnen Regionen nimmt die tarawangsa in der traditionellen sundanesischen Musik und vor allem in der Ritualmusik einen bedeutenden Platz ein. Gepflegt wird tarawangsa-Musik vor allem um die Stadt Sumedang (nordöstlich von Bandung, und dort besonders in der Gemeinde Rancakalong), um Cibalong (im Regierungsbezirk Tasikmalaya), in Banjaran (Regierungsbezirk Bandung) und von den Baduy in der Provinz Banten mit jeweils unterscheidbaren Spielweisen.

## Bauform
Der schlichte, aus einem rechteckigen Kasten bestehende Korpus ließ Jaap Kunst an eine Herkunft der Form von einer einfachen Brettzither kacapi denken, deren ebenso großer Resonanzkörper durch einen angesetzten Hals zu einem Lauteninstrument umgewandelt worden sein könnte. Der Korpus ist etwa 40 Zentimeter lang und 15 Zentimeter breit. Er verjüngt sich etwas an den Längsseiten von der flachen Holzdecke (raray) zum Boden (bobokong) und bildet in der seitlichen Ansicht am unteren Ende die von der kacapi bekannte Bootsform. Das obere Ende, aus dem der angesetzte Hals (tihang) hervortritt, ist nur wenig gerundet. Die Gesamtlänge mit dem schlanken, leicht gekrümmten Hals beträgt etwa 100 Zentimeter. Traditionell wird der tiefbauchige Korpus aus einem Holzstück geformt und durch ein Loch am Boden von innen ausgehöhlt. Andere Instrumente besitzen einen flachen, aus Brettern verleimten Korpus. Hals, Wirbelkasten (pureut) und eine den Wirbelkasten nach hinten verlängernde Schnitzerei als oberster Abschluss (pucuk) oder Kopf bestehen aus einem Holzstück. Verwendet wird das Holz vom Jackfruchtbaum oder Lichtnussbaum.
Üblicherweise führen zwei Saiten (kawat) von langen, seitenständigen Wirbeln über jeweils einen kleinen, oberhalb der Mitte auf der Decke aufgestellten Steg (inang) zu einer Bohrung wenig unterhalb des Stegs bis zum Schallloch am Boden. Die Saite des in der Draufsicht linken Wirbels verläuft über den Hals und einen Steg, der sich in Linie des Halses befindet. Die andere Saite ist einige Zentimeter länger und führt vom rechten Wirbel seitlich am Hals vorbei über einen tiefer und auf der rechten Seite auf der Decke platzierten Steg. Sind drei Saiten vorhanden, verläuft auf jeder Seite des Halses eine Nebensaite vorbei bis zu einem Loch in der Decke. Die Führung der Saiten durch Löcher in der Deckenmitte anstatt bis zum unteren Ende des Korpus wurde von der Brettzither kacapi übernommen, ist aber für Lauteninstrumente äußerst ungewöhnlich und kommt ansonsten bei keinem Streich- oder Zupfinstrument auf den indonesischen Inseln vor. Der Streichbogen ist wie bei der rebab mit Pferdehaar bespannt, das mit Harz eingerieben wird.
Der Kopf ist häufig aufwendig ornamentiert. Wegen der kulturellen Bedeutung des Instruments werden ähnlich wie bei der kacapi einzelne Bauteile symbolisch mit menschlichen Körperteilen gleichgesetzt. Das obere Ende (pucuk) entspricht dem menschlichen Kopf, der Wirbelkasten (pureut) entspricht den Ohren, der Hals (tihang) dem Körper, der Korpus (parungpung) dem Bauch (Magen), der Boden (bobokong) dem Rücken, die Decke (raray) symbolisiert das Gesicht, die Unterkante (suku), mit der das Instrument aufgestellt wird, entspricht den Füßen, die Löcher auf der Decke symbolisieren den Nabel und die Saiten die Haare.

## Spielweise
Die tarawangsa wird wie kacapi und suling in traditionellen sundanesischen Ensembles nur von Männern gespielt. Zu den wenigen sundanesischen Instrumenten, die auch Frauen spielen dürfen, gehört die kacapi siter, die sich durch ihren kleineren, flachen, rechteckigen Korpus von der kacapi unterscheidet. Der tarawangsa-Spieler hält den Bogen am Ende und strafft zugleich mit den Fingern die Bespannung. Er sitzt im Schneidersitz am Boden mit dem vor ihm aufgestellten und zur linken Schulter geneigten Instrument, hält mit der linken Hand den Hals und berührt mit den Fingern die über den Hals führende Saite in der ersten Lage am Wirbelkasten oder in der zweiten Lage in der Mitte der Saite, ohne diese auf den Hals niederzudrücken. Nur die mittlere Saite wird mit dem Bogen gespielt, die äußere Saite kann zwischendurch mit dem Zeigefinger der linken Hand oberhalb des Korpusrandes leer gezupft werden, was einen schnellen Positionswechsel der Hand erfordert. Der Zupfton markiert die längste zyklische Einheit im musikalischen Verlauf und entspricht in dieser Funktion dem großen hängenden Buckelgong des gamelan. Ansonsten wird die gezupfte Saite nicht benötigt.
Die bekanntesten Instrumente in der traditionellen sundanesischen Musik sind die Bambusflöte suling, die Bambusrasseln angklung und die Brettzither kacapi. Die Fiedel rebab ist in vielen höfischen Ensembles (gamelan) das führende Melodieinstrument, während die tarawangsa in der gamelan-Musik nicht verwendet wird. Ein beliebter instrumentaler Musikstil der Sunda-Region außerhalb des gamelan ist kacapi suling, bei dem zwei oder drei Brettzithern mit einer Flöte auftreten. Einen ebenso fließenden, ruhigen Charakter hat das Zusammenspiel von kacapi und tarawangsa, mit dem für die Anwesenden darüber hinaus eine sakrale oder meditative Atmosphäre erzeugt wird. Die tarawangsa spielt überwiegend eine Folge von melodischen Einheiten, die leicht variierend beständig wiederholt werden, begleitet von sich ebenfalls wiederholenden Zupfakkorden der siebensaitigen kacapi (genannt jentreng). Selten ergänzt eine Bambusflöte suling das Ensemble. Nur in Cibalong ist ein Ensemble aus zwei Bambusröhrenxylophonen calung, tarawangsa und einer weiblichen Gesangsstimme unter dem Namen calung tarawangsa bekannt.
Der Musiker verwendet, um den Klang zu gestalten, verschiedene Techniken wie Vibrato (koleter), Glissando, Legato und Appoggiatura (ketrok), wobei die übliche Beschränkung auf den Tonvorrat der fünfstufigen Skala pélog degung oder der anderen fünfstufigen Skalen madenda oder sorog eingehalten wird. Es kann vorkommen, dass kacapi und tarawangsa unterschiedliche Tonskalen spielen, also nur einen Teil des Tonvorrats gemeinsam verwenden. Instrumente oder Instrumentengruppen in einem Ensemble, die in zwei Modi spielen, kommen auch bei anderen sundanesischen Musikstilen vor, etwa beim kliningan (einem Gesangs- und Tanzstil mit gamelan-Instrumenten, dem jaipongan vergleichbar) oder tembang sunda (klassischer Gesangsstil, von kacapi und suling begleitet).
Schwerpunktmäßig werden tarawangsa und kacapi in der Ritualmusik einiger Dörfer um Sumedang verwendet. Zu den traditionellen Zeremonien (upacara adat), die nach vorhinduistischer Tradition Ackerbau- und Fruchtbarkeitskulte darstellen, gehören neben Musikstücken und Liedern mit diesen beiden Instrumenten auch Vorführungen des sundanesischen gamelan degung, eigens choreographierte Tanzformen und Prozessionen.

### Ormatan Tarawangsa

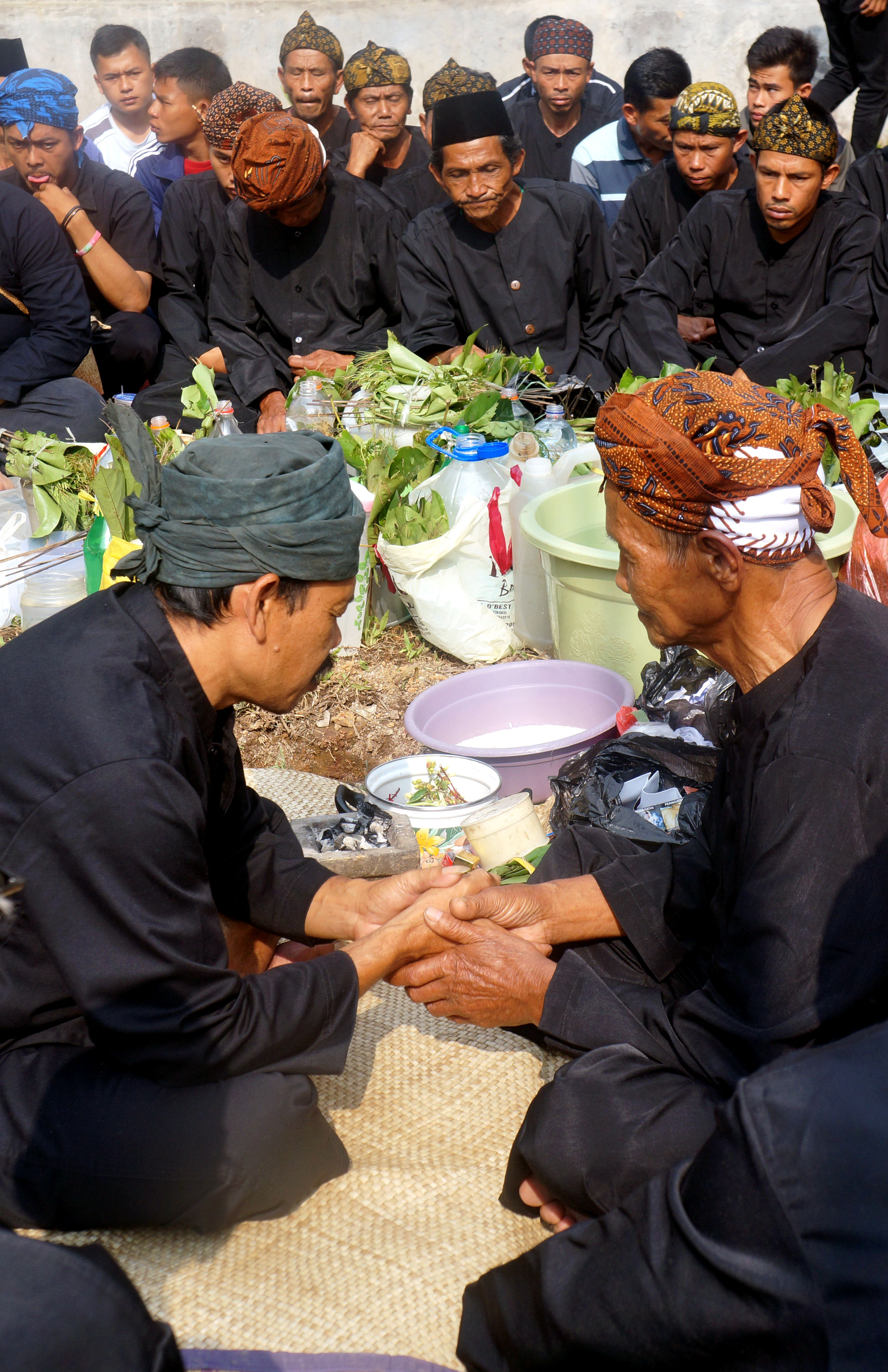
Sundanesisches Reiserntedankfest seren taun in einem Dorf im Regierungsbezirk Bogor.

In einigen alten sundanesischen Handschriften, darunter einer aus dem 15. Jahrhundert, wird erwähnt, dass die tarawangsa in der himmlischen Sphäre (kahyangan) gespielt wird, in der die Götter leben, In der Zeremonie ormatan tarawangsa wird den Ahnen, der Reisgöttin Dewi Sri und Allah Respekt gezollt, um ihren Segen gebeten und für die Reisernte gedankt.
Der Kult um die Reisgöttin Dewi Sri (auch Dewi Padi, „Reisgöttin“, sundanesisch Nyi Pohaci Sanghyang Asri) wird in einem Ursprungsmythos begründet und mit dem historischen Sunda-Reich und seiner Hauptstadt Pajajaran verknüpft. Die durch die Aktivitäten des Schöpfergottes Batara Guru und der Schlangengöttin Dewa Anta eingeführten Pflanzen (Kokospalme, Reis) verhalfen Pajajaran zu einer Blütezeit. Im Zentrum des Mythos steht Nyi Pohaci Sanghyang Asri, die ein schönes junges Mädchen war und getötet werden musste, um zur Reispflanze zu werden. In der tarawangsa-Musik klingt eine melancholische Grundstimmung an, die als eine Erinnerung an dieses erste Opfer der Reisgöttin aufscheint.
Der Mythos erklärt weiter, dass nur eine Zeremonie vor Hungersnöten bewahren kann. Die Achtung der Reispflanze drückt sich bis in alltägliche Verhaltensgebote aus. In sechs Dörfern der Gemeinde Rancakalong im Regierungsbezirk Sumedang wird als Zeremonie nach der Reisernte das ngalaksa-Fest veranstaltet, bei dem während einer Woche Tag und Nacht tarawangsa-Musik erklingt. Die einzigen Unterbrechungen erfolgen für wenige Stunden am frühen Morgen und um die fünf täglichen islamischen Gebete (Salāt) durchzuführen.
Die tarawangsa-Musik um Sumedang hat in Rancakalong ihren Ursprung. In Rancakalong wird die tarawangsa auch lautmalerisch ngék-ngék genannt. Die begleitende kacapi tarawangsa wird als jentreng bezeichnet, was sich nach Aussage eines Musikers ebenfalls lautmalerisch auf „treng treng“, den Klang der hohen, gezupften Saiten der Zither beziehen soll. Die Elemente des Rituals (Opfer, Tanz, Prozession) besitzen symbolische Bedeutungen, die auf einer Verbindung vorhinduistischer, hinduistischer und islamischer Glaubensvorstellungen beruhen. Die beiden Saiten der tarawangsa stehen hierbei für den universalen Dualismus und die sieben Saiten der kacapi für die sieben Wochentage. Die Saitenzahl beider Instrumente zusammen wird auf die neun heiligen Wali (walisongo) des indonesischen Islams bezogen, zugleich auf die 99 Namen Allahs (asma’ul husna) und als Fruchtbarkeitsaspekt auf die neun Monate der Schwangerschaft. Entsprechend werden die Bedeutungen der Opfergaben im Einzelnen aufgeführt. Die zum Ritual gehörenden Melodien der tarawangsa (17 bis 42) werden in sakrale und der Unterhaltung dienende Melodien unterschieden. Bei letzteren sind unterschiedslos alle Anwesenden zum Tanzen berechtigt. Die sakralen Melodien sind die ursprünglicheren. Manche Tänzer erreichen während des Rituals ein Stadium der Trance (kasurupan), das als vorübergehende Besessenheit durch einen Ahnengeist aufgefasst wird. Ein solcher Moment kann sich in einer Persönlichkeitsveränderung äußern, die sich durch Schreien, Lachen, wildes Tanzen, unvermutetes Umarmen oder Belästigen anderer Teilnehmer ausdrückt, wobei hierdurch mutmaßlich Botschaften der Ahnen übermittelt werden. Die Zeremonie endet gegen 4 Uhr morgens mit einer bestimmten Melodie, gefolgt von einem Dankesgebet. Die Anwesenden begeben sich nach Hause, um ihr islamisches Morgengebet (shalat subuh) zu verrichten.
Ähnliche Erntedankzeremonien zu Ehren der Reisgöttin Dewi Sri werden in anderen Dörfern im Gebiet von Sumedang veranstaltet. Der Name der Zeremonie, ngalaksa, bezieht sich auf die Opferspeise laksa, einen in großen Mengen aus Reismehl und Kokosmilch gekochten Brei. Nach den Musikinstrumenten heißen die Zeremonien auch jentreng tarawangsa.

### Bubur Syura
In den Dörfern der Region Sumedang begleitet die tarawangsa des Weiteren Rituale bei einer Geburt, beim Bau eines neuen Hauses und bei sonstigen Ereignissen der Gemeinschaft. Hierzu gehört auch die bubur syura-Zeremonie. Bubur heißt „Brei“ und syura oder asyura ist in der islamischen Tradition der zehnte Tag des Monats Muharram, den Sunniten und Schiiten aus unterschiedlichen Gründen feiern. Bubur syura ist wie Aschure eine Variante einer in vielen islamischen Ländern an diesem Tag hergestellten Speise.
Die stets mündlich überlieferte tarawangsa-Musik ist ein wesentlicher Teil der traditionellen Kultur der Dorfgemeinschaften in Sumedang, wobei sich seit der Einführung von Rundfunk, Fernsehen und Tonträgern manche Gewohnheiten verändert haben und viele jüngere Mitglieder von aktiven Teilnehmern zu bloßen Zuhörern der musikalischen Darbietungen geworden sind. Bei ngalaksa, bubur syura und anderen Zeremonien werden Opfergaben, Räucherwerk, ein Götterstandbild von Dewi Sri und magische Waffen gebraucht. Damit lässt sich die Tradition der hinduistisch-buddhistischen Ära zuordnen, zu der auch die tarawangsa-Musik gehört, die bereits dem Namen nach aus der Zeit vor der Islamisierung der Sunda-Region Anfang des 17. Jahrhunderts stammt. Das Fortbestehen der traditionellen tarawangsa-Musik hängt von der weiteren Durchführung der entsprechenden Zeremonien ab. Diese werden durch die Ausbreitung konservativ-islamischer Glaubensvorstellungen bedroht, nach denen die Zeremonien als Schirk zu betrachten sind.
Der bei der Zeremonie von tarawangsa und kacapi gespielten Musik wird eine magische Kraft zugedacht. Mit ihrer Hilfe sprechen die Teilnehmer Dewi Sri an und geraten in Trance. Wie bei der ngalaksa-Zeremonie werden die Lieder nach ihrer Funktion eingeteilt. Zur Gruppe der sakralen Lieder gehören saur („Redensart“), pangameut („Erinnerung“), pamapag („Begrüßung“), panimang („Erwägung“), bangbalikan („Heimkehr“) und icikibung („einbeziehen“). Die sakralen Lieder werden bis heute unverändert nach alter Tradition in einer festgelegten Zahl und Reihenfolge vorgetragen. Um die Wirkung der rituellen Musik nicht zu gefährden, fühlen sich die Spieler verpflichtet, die Melodien sehr sorgfältig und fehlerfrei zu intonieren.
Im Unterschied zu den stets nur einmal in ihrer definierten Abfolge gespielten sakralen Lieder dürfen die der Unterhaltung dienenden „freien Lieder“ auf Wunsch der Zuhörer wiederholt und von den Musikern nach ihren eigenen Vorstellungen interpretiert werden. Tendenziell entwickeln die Musiker die Stücke mit einer technisch anspruchsvoller werdenden Spielweise melodischer und als Tanzbegleitung rhythmischer. Die Lieder dieser Gruppe tragen Titel wie angin-angin („Winde“), jemplang („drehend“), degung (lautmalerisch für Gongschlag), pangairan („Wasser“), guarbumi („Bepflanzen des Bodens“), pancawarna („fünf Farben“), dengdo („singen“), ayun-ambing („schaukeln“), buncis („Bohnenstange“), bangun („angemessen“) und badud („herumkaspern“). Die sakrale Gruppe beinhaltet sechs, die unterhaltende elf Lieder. Zusammen stellen sie die sasaka tujuh belas titipan di Mataram dar („Gruppe der siebzehn anvertrauten [Lieder] aus Mataram“). Mataram war ein hinduistisch-buddhistisches Königreich in Zentraljava vom 8. bis zum 10. Jahrhundert. Die tatsächliche Zahl der Lieder ist durch neue Kompositionen höher als 17.

### Pantun
Ein Ensemble mit kacapi und suling, erweitert durch tarawangsa oder rebab, dient in der Region Sunda häufig zur Begleitung von pantun-Vorträgen. Pantun ist eine auf den Malaiischen Inseln weit verbreitete, ursprünglich mündlich überlieferte Erzählgattung und Gedichtform, die je nach Region mit unterschiedlichen Instrumenten begleitet wird. In den westjavanischen pantun Sunda wurde die Geschichte des bis ins 16. Jahrhundert existierenden Sunda-Königreiches im Volk überliefert. In den Erzählungen geht es üblicherweise um die Erlebnisse eines sundanesischen Prinzen in der alten Hauptstadt Pajajaran. Eine übliche pantun Sunda-Aufführung beginnt um etwa 19:30 Uhr (oder zwischen 20 und 21 Uhr) und endet kurz vor dem Morgengrauen und vor dem Morgengebet. Pantun Sunda-Vorträge gehören zum Programm von rituellen Feiern (hajat) wie Hochzeits- und Beschneidungsfeiern, Reinigungszeremonien und Hauseinweihungen. Anstelle des Musikensembles kann auch ein einzelner männlicher Akteur (juru pantun) auftreten, der sich auf einer kacapi begleitet, alle Dialoge selbst vorträgt und die eingestreuten Lieder (lagu) singt.
In Purwakarta fand Jaap Kunst in den 1930er Jahren die Besetzung kacapi, suling und tarawangsa als Begleitensemble des Stabpuppenspiels wayang golek. Im Regierungsbezirk Garut wurde dieses tarawangsa-Ensemble um einen „geblasenen Gong“ (goong awi), einzelne waagrechte Buckelgongs (ketuk), eine Fasstrommel (kendang), eiserne Gegenschlagstäbe (kechrek) und gelegentlich eine rebab ergänzt.

### Baduy
Die tarawangsa wird auch in abgelegenen Gebieten von den Baduy gespielt. Die Baduy bilden eine Ethnie von einigen Tausend Mitgliedern im Süden der Provinz Banten und gelten als Nachfahren der ältesten Bevölkerung in der Sunda-Region. Die Bewahrung ihrer eigenen Kulturtradition vor äußeren Einflüssen ist ein zentrales Gebot. Um die Gruppe der „inneren Baduy“, die praktisch alle modernen zivilisatorischen Errungenschaften ablehnen, bilden die „äußeren Baduy“ einen schützenden Ring. Zu den Musikinstrumenten der „äußeren Baduy“, die sämtlich aus der sundanesischen Musik entlehnt sind, gehören unter anderem die tarawangsa, die sie rendo nennen und mehrere, unterschiedlich große Bambusflöten (suling lamus, suling kumbang, élèt und tarawélét).
Die rendo wird solistisch gespielt, zusammen mit einer kacapi und/oder einer suling lamus, ferner zur Begleitung eines pantun-Sängers. Ein heutiges Ensemble der „äußeren Baduy“, das bereits 1845 erwähnt wurde, besteht aus einer tarawangsa, einer kacapi und einer suling, die zwei Sängerinnen begleiten. (Carita) pantun sind lange epische Verse, bei denen sich der Sänger auf einer kacapi oder einer tarawangsa begleitet. Anlässe für die Aufführung von pantun sind Zeremonien am Beginn der Reispflanzung, Erntedankfeiern (ngalaksa) sowie jahreszeitlich nicht festgelegte Hochzeiten und Reinigungszeremonien. Bei diesen Feiern nimmt das gesamte Dorf teil. Ansonsten spielen rendo, Violine (viol), Flöten und Maultrommeln (karinding), die nur bei den „äußeren Baduy“ vorkommen, für kleine Gruppen. Nur ein Teil der Instrumente (angklung, kacapi, karinding, Bambusflöten) wird auch von den „inneren Baduy“ verwendet.

## Diskografie
- Indonesia – Java (Sunda). Ormatan Tarawangsa. Ritual Music. Pupung Supena (tarawangsa), Tahya (kacapi). Ocora, Radio France, 2011